# Don Beddoe
Donald T. Beddoe, född 1 juli 1903 i Pittsburgh, Pennsylvania, död 19 januari 1991 i Laguna Hills, Kalifornien, var en amerikansk skådespelare. Beddoe var bland annat aktiv som scenskådespelare på Broadway innan han började agera i film på 1930-talet. Han medverkade som karaktärsskådespelare i över 300 filmer och TV-produktioner.

## Filmografi i urval
- 1939 – Den suveräne tjuven
- 1940 – Blondie on a Budget
- 1940 – Den så kallade kärleken
- 1941 – Flicka på kärleks-stigen
- 1941 – Utan skrupler
- 1942 – Han kom om natten
- 1946 – De bästa åren
- 1947 – Katrin gör karriär
- 1947 – Jag såg honom först!
- 1947 – Innan domen faller
- 1947 – Välkommen, främling!
- 1950 – The Great Rupert
- 1950 – Det gäller mitt liv
- 1951 – Ligan
- 1952 – Mord på tåg 63
- 1952 – Drama på hotell
- 1952 – Solnedgång
- 1955 – Trasdockan
- 1959 – Våldet och lagen